# Ćurevo
Ćurevo (cyr. Ћурево) – wieś w Bośni i Hercegowinie, w Republice Serbskiej, w gminie Foča. W 2013 roku liczyła 99 mieszkańców.